# IC 276
IC 276 ist eine linsenförmige Galaxie vom Hubble-Typ S0 im Sternbild Eridanus am Südsternhimmel. Sie ist schätzungsweise 129 Millionen Lichtjahre von der Milchstraße entfernt und hat einen Durchmesser von etwa 75.000 Lichtjahren.

Im selben Himmelsareal befinden sich u. a. die Galaxien NGC 1150, NGC 1151, NGC 1157, IC 1866.
Das Objekt wurde am 14. Dezember 1892 vom französischen Astronomen Stéphane Javelle entdeckt.